# Cash Casia
Cash Casia Leo (Springfield, 29 marzo 1973) è una modella e attrice statunitense.

## Biografia
È nata in Massachusetts e la famiglia si trasferì subito a New York, poi da ragazzina si spostò a Los Angeles e venne scoperta da un agente di South Beach all'età di 15 anni.
Cash iniziò a frequentare il mondo della moda di New York, Milano, Parigi e Roma, sfilando come modella per Roberto Cavalli e Rocco Barocco. Compare sulla copertina di Vogue Australia per due volte nel 2001, e su Style New Zealand e su Maxim nel 2002.
La performance di Cash in una pubblicità mostrata durante la Coppa del Mondo la fece notare da Carlo Vanzina che decise di farle un provino. Girò due lungometraggi nel suo periodo a Roma, S.P.Q.R. - 2000 e ½ anni fa del 1994 con Leslie Nielsen e Selvaggi del 1995. In seguito tornò a Los Angeles dove continuò la carriera comparendo in spot pubblicitari e in video musicali, programmi TV e due film indipendenti e nel film Bad Boys II di Michael Bay nel 2003.
Cash Casia poi ha cominciato la carriera di cantante rock esibendosi con musicisti di fama mondiale come il batterista Donny Vosburgh (Iron Butterfly) e il chitarrista Vivian Campbell (Dio, Def Leppard, Whitesnake) e nel 2004 ha pubblicato l'album pop rock From the Mouth of Babes che ha avuto come guest star proprio il chitarrista dei Def Leppard.
Cash Casia si è laureata all'University of Phoenix in Arizona e ha frequentato un corso di medicina alternativa presso la Everglades University di Boca Raton in Florida. Si è anche laureata in omeopatia all'International Academy of Classical Homeopathy di Alonneso in Grecia e oggi è docente accademico e amministratore del Programma IACH North American Practitioner. Attualmente svolge il lavoro di praticante certificato a livello nazionale di omeopatia classica presso il centro The Remedy di McAllen in Texas.
Nel 2018 risultava avere un patrimonio di 104,8 milioni di dollari.

## Filmografia
- S.P.Q.R. - 2000 e ½ anni fa, regia di Carlo Vanzina (1994)
- Selvaggi, regia di Carlo Vanzina (1995)
- Extra! Extra! – serie TV, 1 episodio (1999)
- Bad Boys II, regia di Michael Bay (2003)
- Nip/Tuck – serie TV, episodio 4x12 (2006)
- Futbaal: The Price of Dreams, regia di Erik Laibe (2007)

## Discografia
- 2004 – From the Mouth of Babes